# Psi wheel

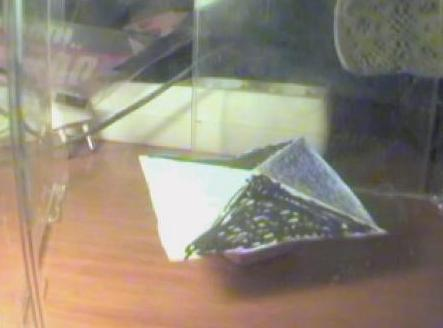
Un psiwheel ubicado dentro de una "cúpula" de vidrio para evitar contacto con el aire.

Un psiwheel es un aparato consistente en un eje fijo, sobre el cual está un objeto que pueda rotar sobre el eje, preferentemente una hoja de papel o similar. Normalmente es utilizado para intentar probar la existencia de la telequinesis (capacidad de mover objetos a distancia sin uso del contacto directo).

## Construcción
Un psiwheel puede construirse de manera muy sencilla: con tan solo una goma de borrar como soporte, una aguja clavada a la goma y un trozo de papel cuadrado doblado dos veces para marcar el centro. El trozo de papel se coloca en equilibrio sobre la punta de la aguja.
Este conjunto se coloca dentro de un envase transparente para evitar movimientos ocasionados por corrientes de aire externo y así descartar falsos resultados positivos.